# Budget Rent a Car
Budget Rent a Car est une entreprise américaine de location de voitures sous la marque Budget. Créée en 1958, elle fait partie d'Avis Budget Group. Son siège social se situe à Chicago (Illinois, États-Unis).